# فرنسيس جويا
فرنسيس جويا هو كاتب أغاني وملحن ومنتج أسطوانات وعازف قيثارة بلجيكي، ولد في 16 مايو 1946 في لياج في بلجيكا.

## وصلات خارجية
- الموقع الرسمي
- فرنسيس جويا على موقع ميوزك برينز (الإنجليزية)
- فرنسيس جويا على موقع ديسكوغز (الإنجليزية)